# Тяглое Озеро
Тяглое Озеро — село в Пестравском районе Самарской области. Входит в состав сельского поселения Пестравка. 

## География
Находится у поймы долины реки Большой Иргиз на расстоянии примерно 6 километров по прямой на юг от районного центра села Пестравка.

## История
Основано в 1792 году молоканами. К 1859 году население села составляло 1387 человек. В 1864 году часть жителей уехала на поселение в Амурскую область.

## Население
Постоянное население составляло 538 человек (русские 78%) в 2002 году, 529 в 2010 году.